# Kaj Sucksdorff
Kaj Carl Baltzar Joachim Sucksdorff, född 1 maj 1915 i Vasa i Finland, död 20 juli 2010, var en finlandssvensk arkitekt.
Sucksdorff följde i sin fars fotspår, arkitekten Viktor J. Sucksdorff, och studerade vid Tekniska högskolan i Helsingfors. Efter examen 1943 arbetade han vid olika arkitektkontor i den finska huvudstaden fram till 1947, då han flyttade till Stockholm. Han arbetade på HSB och hos arkitekt Alf Lundquist i Djursholm 1952, hos arkitekterna Anker-Gate-Lindegren 1954, och från 1957 hos Svenska Riksbyggen.

## Byggnadsverk (i urval)
- Flerbostadshus, Viggbyholm, Täby köping ,  Stockholms län 1949[2]
- Flerbostadshus, Orrfjärdsgränd, Årsta, Stockholm 1961-1966[3]
- Kontorshus, "Böndernas hus" (nuv. stadsbiblioteket), Gävle 1962[4]
- Flerbostadshus, Klippgatan, Skytteholm, Solna 1963-1964
- Tingshus, Skytteholm, Solna 1964[5]
- Centrumkyrkan, Tumba, Botkyrka kommun 1966
- Flerbostadshus, Johan Enbergs väg, Västra skogen, Solna 1967-1970
- Småstugeområde, Andersberg, Gävle 1976
- Andreaskyrkan, Andersberg, Gävle 1977
- Flerbostadshus, Alby, Botkyrka kommun

## Bilder

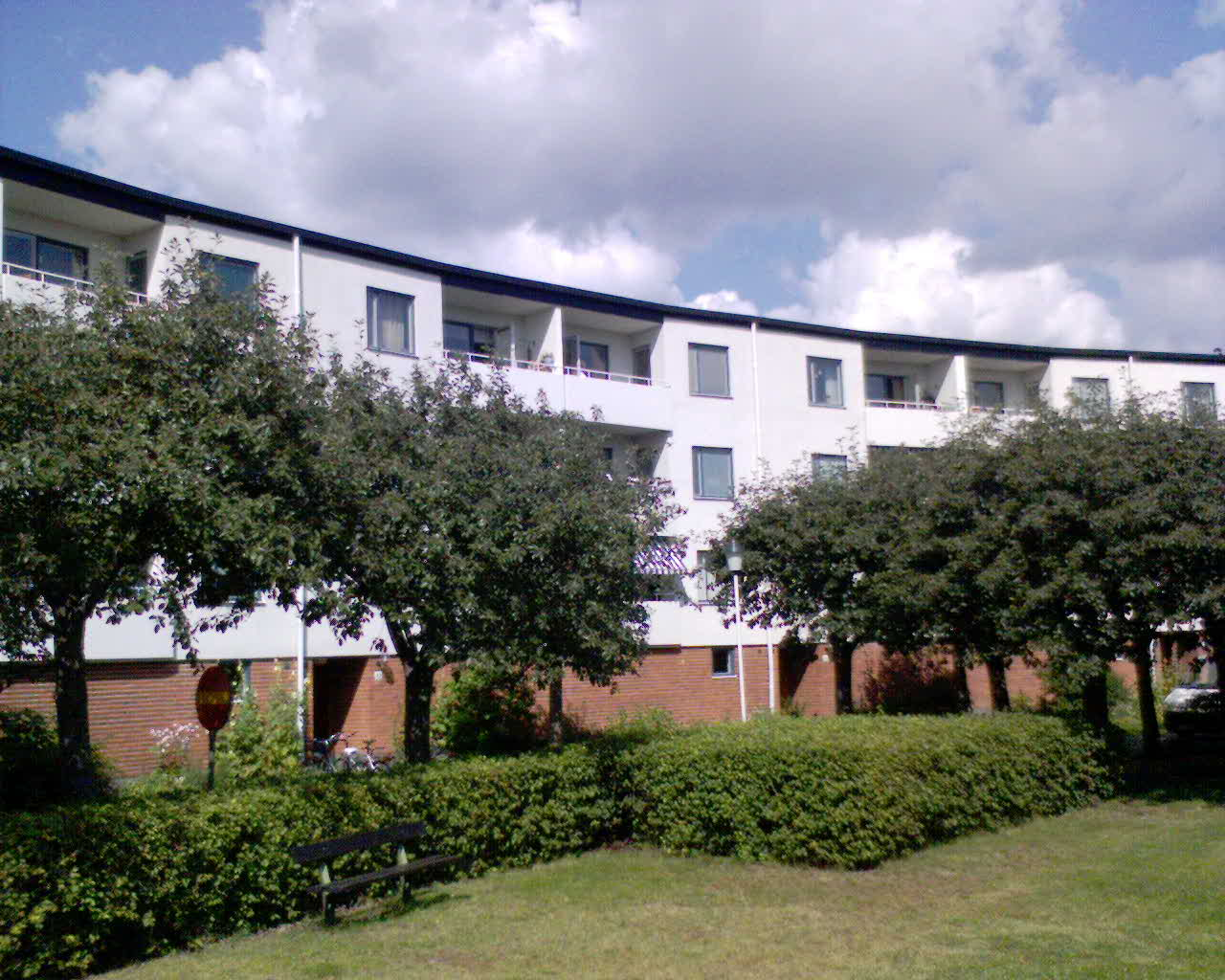
Orrfjärdsgatan i Årsta, Stockholm (1961-1966).
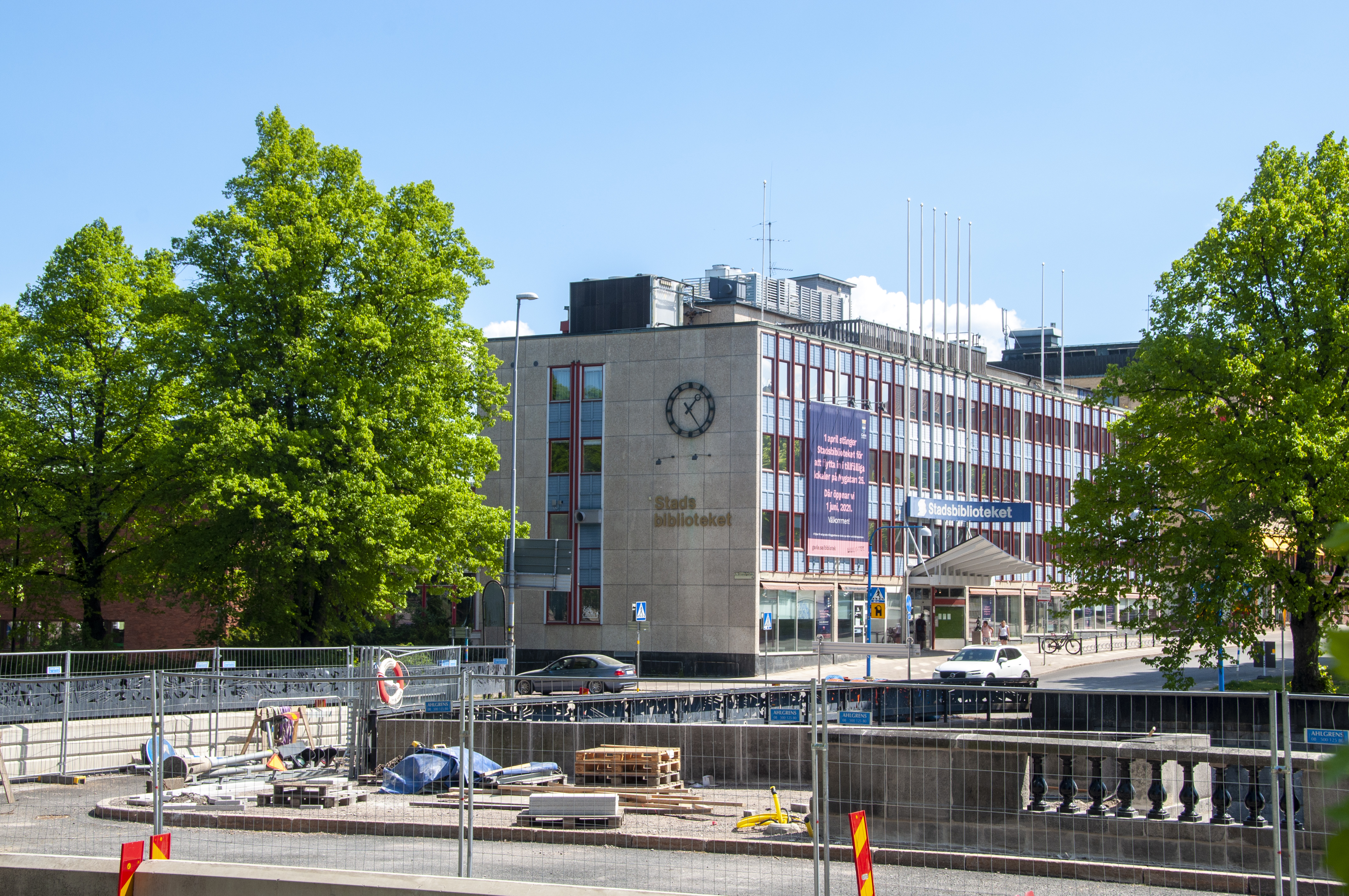
Stadsbiblioteket i Gävle (1962)
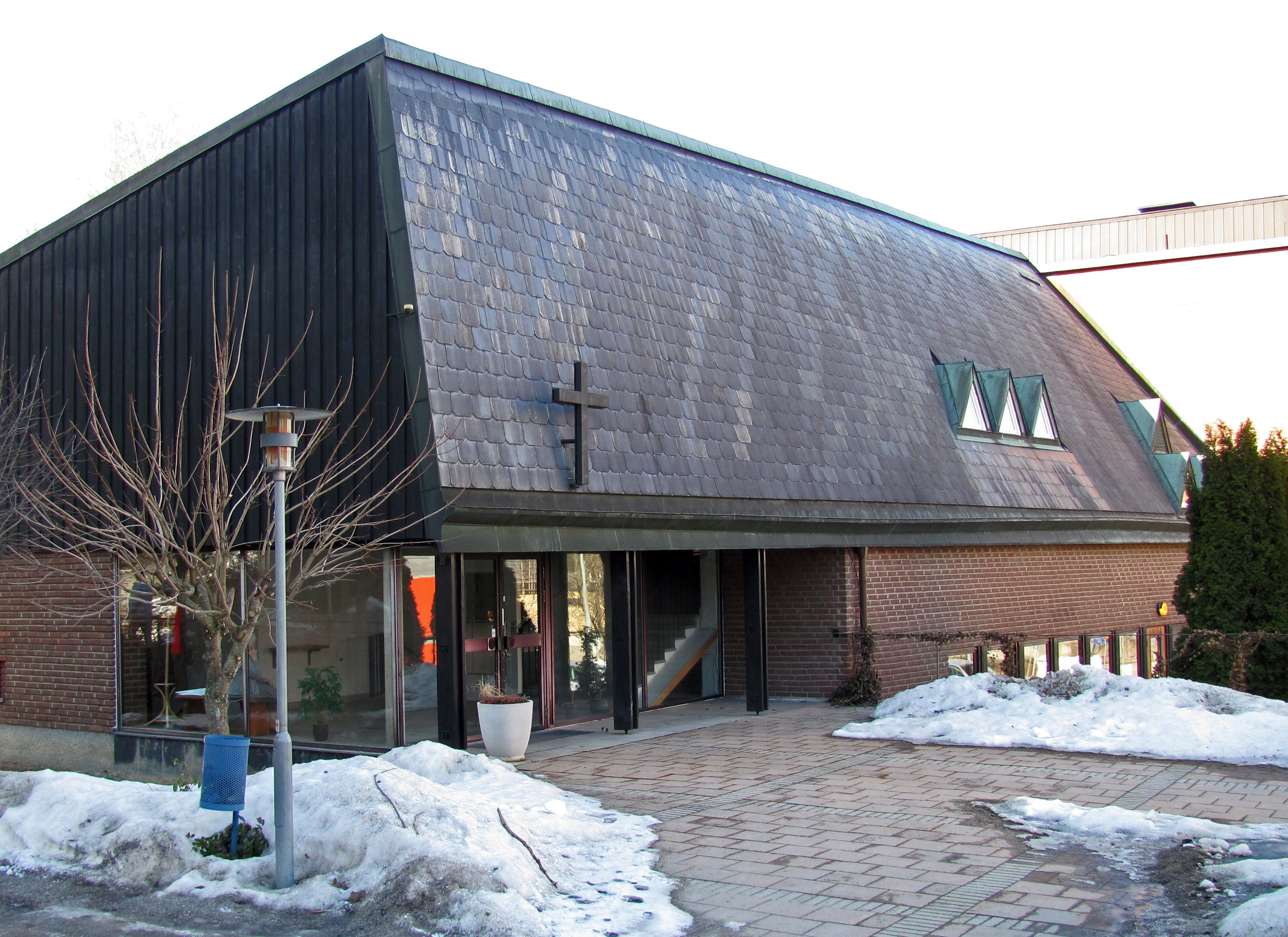
Centrumkyrkan Tumba (1966)
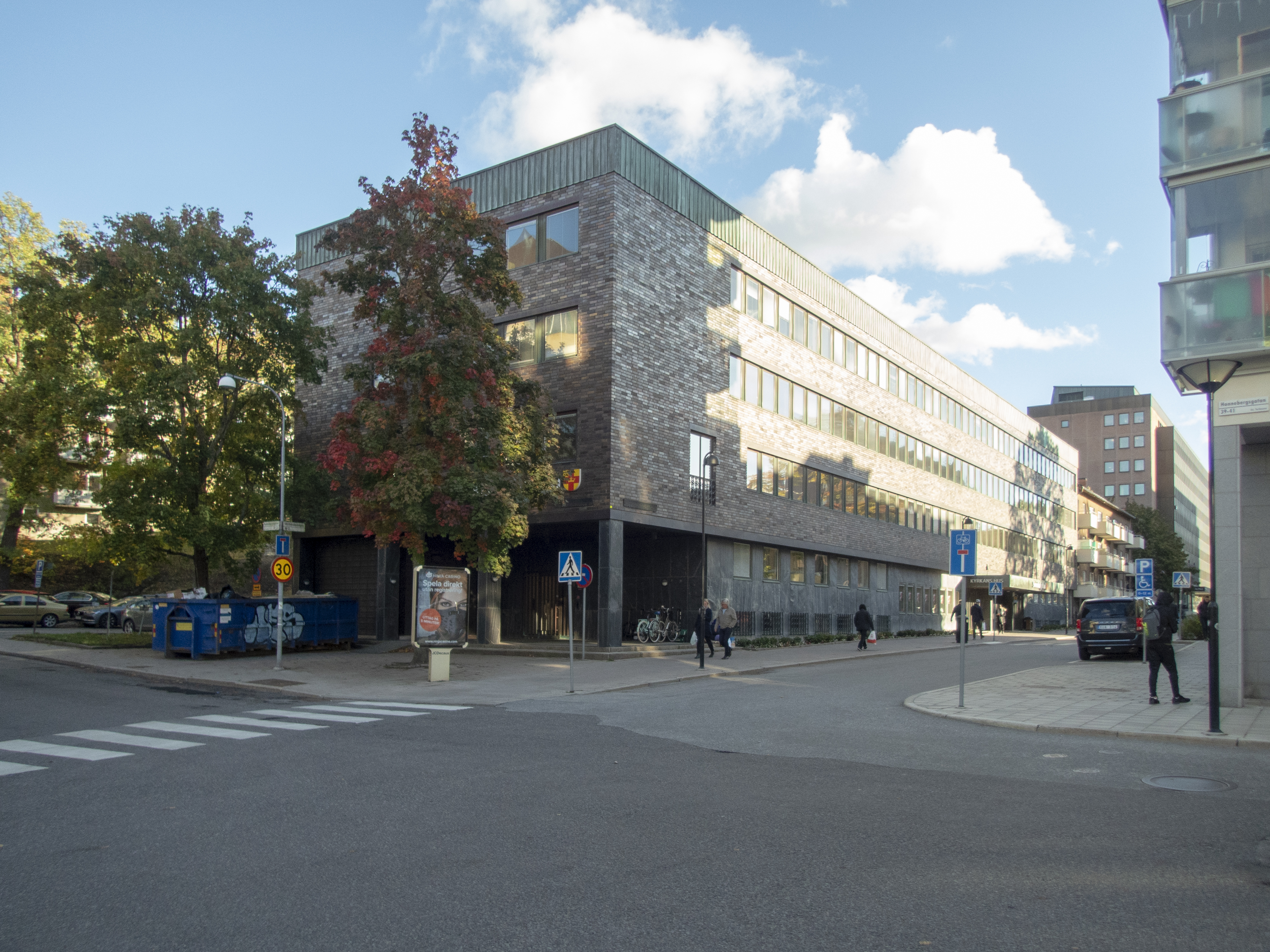
Tingshus i Solna (1966)
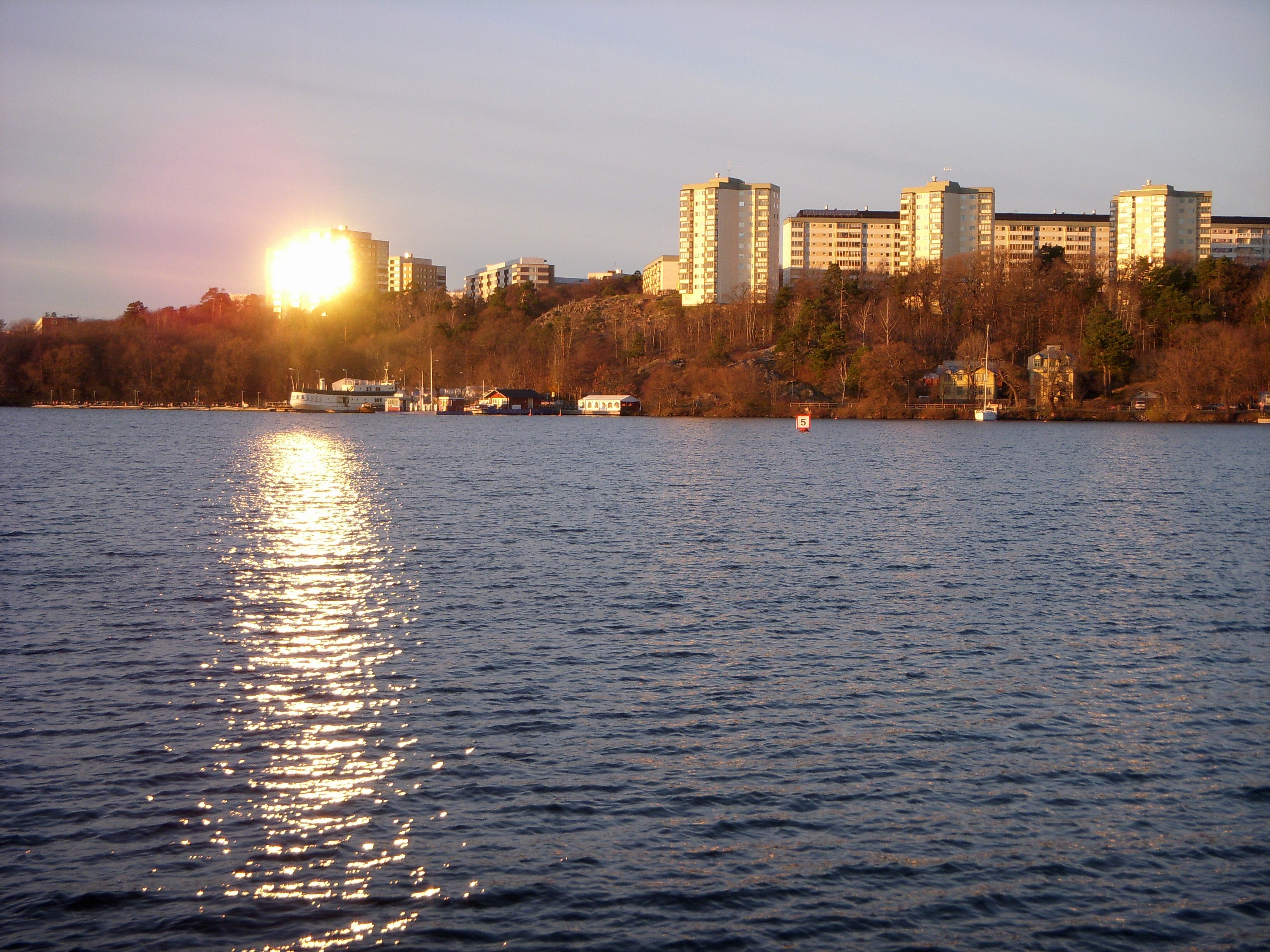
Höghusen vid Johan Enbergs väg i Västra skogen, Solna (1967-1970).